# Alain IX de Rohan
Pour les articles homonymes, voir Alain de Rohan, Alain et Rohan.
Alain IX de Rohan (né vers 1382 – mort le 20 mars 1462 à La Chèze), fils de Alain VIII de Rohan, vicomte de Rohan de 1429 à sa mort en 1462, comte de Porhoët, seigneur de Léon, baron de Pontchâteau, seigneur de Noyon-sur-Andelle, seigneur du Pont-Saint-Pierre, seigneur de Radepont et seigneur de La Garnache.

## Biographie
Alain IX de Rohan implante la sidérurgique non loin du château de Pontivy. Les Forges des Salles, en forêt de Quénécan, à la limite de Sainte-Brigitte et Perret, en sont aujourd'hui le témoignage.
À Josselin, Alain IX de Rohan fait construire un logis. Ce bâtiment, long de 70 mètres, va être doté d’une splendide façade, témoignage exceptionnel du gothique flamboyant et de la Renaissance bretonne.

## Unions et descendance
Alain IX de Rohan resserre les liens avec la Maison de Bretagne par son premier mariage le 26 juin 1407 à Nantes avec Marguerite de Bretagne (Maison de Dreux-Bretagne-Montfort ; née en 1392 - morte de 13 avril 1428 à Blain), dame de Guillac (Fille de Jean IV de Montfort dit « Jean IV de Bretagne le Conquérant » (né en 1339 - mort le 9 novembre 1399 à Nantes), duc de Bretagne, comte de Montfort-l'Amaury et de Richmond, et de Jeanne d'Évreux dite « Jeanne de Navarre » (née en 1370 - morte le 9 juillet 1437). De cette union naissent un fils et quatre filles :
- Alain de Rohan (1408-1449 au siège de Fougères), comte de Porhoët :

épouse en 1443 sa cousine Yolande de Montfort-Laval (née le 1er octobre 1431 à Nantes – 1487) (fille de François de Montfort-Laval dit « Guy XIV de Laval » (28/01/1406-02/09/1486 à Châteaubriant), 1er comte de Laval, vicomte de Rennes, baron de Vitré, seigneur de Châtillon, d'Acquigny, d'Aubigné, de Courbeveille, de Montfort(-sur-Meu), de Gaël, baron de La Roche-Bernard, seigneur de Tinténiac, de Bécherel et de Romillé, châtelain de La Brétesche, seigneur de Lohéac, de La Roche-en-Nort et de Gavre ; et d'Isabelle de Dreux-Bretagne de Montfort (fille du duc Jean V, née en 1411- morte le 14 janvier 1443)) ;
- Béatrix de Rohan (????-1418), morte jeune :

fiancée un temps à Gilles de Rais (1404-1440), baron de Retz ;
- Jeanne de Rohan (1415 – après 1459) :

épouse le 11 février 1442 François Ier de Rieux (né le 11 aout 1418 - mort le 20 novembre 1458), seigneur de Rieux et de Rochefort, baron de Malestroit, comte d'Harcourt, seigneur d'Assérac, vicomte de Donges, conseiller et chambellan de François Ier de Bretagne, chevalier de l'Ordre de l'Hermine, chambellan du dauphin (fils de Jean III de Rieux (né le 16 juin 1377 - morte le 8 janvier 1431), seigneur de Rieux et de Rochefort, baron d'Ancenis, vicomte de Donges, seigneur d'Assérac, seigneur puis baron de Malestroit, et de Jeanne d'Harcourt (née le 11 septembre 1399 - morte le 3 mars 1456)) ;
- Marguerite de Rohan (morte en 1496 à Cognac) :

épouse le 31 août 1449 Jean de Valois-Orléans dit « Jean II de Valois-Angoulême » (1399-1467), comte d'Angoulême et de Périgord, duc de Milan (fils de Louis Ier de Valois-Orléans (né le 13 mars 1372 à Paris – mort le 23 novembre 1407 à Paris), duc de Touraine et d'Orléans, comte de Dreux, et de Valentina Visconti (1366-1408 à Blois), comtesse d'Asti). D'où la suite de tous les rois de France à partir de 1515 : de la Maison de Valois-Angoulême depuis leur petit-fils François Ier ; puis de la maison de Bourbon-Vendôme à partir de 1589 avec Henri IV leur arrière-arrière-petit-fils.
- Catherine de Rohan (vers 1425 – après 1471) :

épouse le 22 avril 1429 Jacques de Dinan ((????-30/04/1444), chevalier banneret, seigneur de Beaumanoir, de Montafilant, et du Bodister, capitaine de Josselin, gouverneur de Sablé, grand bouteiller de France (fils de Charles de Dinan (????-1418), seigneur de Montafilant et de Châteaubriant, et de Jeanne de Beaumanoir),
puis épouse le 20 septembre 1447 Jean Ier d'Albret (1430-03/01/1468), vicomte de Tartas (fils de Charles II d'Albret (1407-1471), comte de Dreux, et d'Anne d'Armagnac (1402 – avant 1473)). D'où leur arrière-arrière-arrière-petit-fils le roi Henri IV en 1589, puis tous les rois Bourbons.
Alain IX de Rohan se remarie le 16 novembre 1450 avec Marie de Vaudémont (????-23/04/1455) (fille d'Antoine de Vaudémont le Victorieux (1396-22/03/1458), comte de Vaudémont et de Guise, seigneur de Joinville, et de Marie d'Harcourt (1398-1476)), d'où :
- Jean II de Rohan (16/11/1452-01/04/1516 à Blain), 14e vicomte de Rohan après son père, seigneur de Léon, comte de Porhoët, seigneur de Blain, de La Garnache et de Beauvoir-sur-Mer, conseiller et chambellan du roi Charles VIII, lieutenant général de Bretagne :

épouse en 1462 Marie de Montfort dite « Marie de Bretagne » (1446-1511) (fille de François de Montfort dit « François Ier de Bretagne » (11/05/1414 à Vannes – 18/07/1450 à Vannes), duc de Bretagne, comte de Montfort-l'Amaury, et d'Isabella Stuart dite « Isabelle d'Écosse » (vers 1426-1494)) ;
- Catherine de Rohan :

épouse René de Kerardeux (????-1479).
Alain IX de Rohan fait un troisième mariage en 1456 avec Péronnelle de Maillé baronne douairière de Pontchâteau, d'où :
- Pierre de Rohan dit « Pierre de Quintin » (1456-24/06/1491), baron de Pontchâteau, seigneur de La Garnache, baron consort de Quintin :

épouse le 20 novembre 1484 Jeanne du Perrier (????-1504), baronne de Quintin et de Blossac, dame de La Roche d'Iré,
puis épouse Jeanne de Daillon,
puis épouse Isabeau de La Chapelle (????-1519), dame de La Chapelle et de Molac ;
- Louis de Rohan ;
- François de Rohan, mort en bas âge ;
- Antoine de Rohan ;
- Madeleine de Rohan, nonne à Fontevrault ;
- Anne de Rohan, nonne à Fontevrault ;
- Isabeau de Rohan.

## Armoiries
| Blason | Blasonnement : De gueules à neuf macles d'or, posées 3, 3, 3. |